# Time Honoured Ghosts
Albums de Barclay James Harvest
Barclay James Harvest Live
(1974) Octoberon
(1976)
Time Honoured Ghosts, sorti en 1975, est le septième album du groupe de rock progressif britannique Barclay James Harvest.

## Pochette
La pochette, conçue par Bill Dare, reprend une œuvre du peintre américain Maxfield Parrish intitulée « Harvest » (Moisson).
Le paysage de chacune des deux faces de la pochette est survolé par le papillon emblématique de BJH que l'on retrouve sur beaucoup d'albums du groupe : Barclay James Harvest, Once Again, Time Honoured Ghosts, Octoberon, Gone to Earth, XII, Turn of the Tide... Sur la pochette arrière, ce papillon prend la forme d'une femme ou d'une fée ailée, comme sur la pochette de l'album Octoberon.

## Historique
Time Honoured Ghosts est le septième album de Barclay James Harvest si l'on exclut du décompte la compilation Early Morning Onwards.
L'album est enregistré en 1975 par Jeremy Zatkin et Elliot Mazer,.
Produit par Elliot Mazer, il est publié en disque vinyle long play (LP) en 1975 sur le label Polydor sous la référence 2383 361,. La photo du groupe qui orne la notice est l'œuvre d'Alex Agor,.
L'album est réédité en LP en 1983 et 1984 par Polydor, puis en CD de 1987 à 2006 par les labels Polydor et Universal, ainsi que par le label pirate russe ООО "ДОРА",.

## Accueil critique
Colin Larkin, dans son ouvrage The Encyclopedia of Popular Music paru en 2007, attribue 3 étoiles à l'album Time Honoured Ghosts.
Le site AllMusic attribue également 3 étoiles à l'album. Le critique musical Paul Collins d'AllMusic commente : « Time Honoured Ghosts poursuit le développement de Barclay James Harvest en s'éloignant du paysage orchestral des albums précédents, bien qu'il y ait ici un peu plus de remplissage que d'habitude. In My Life souligne le penchant de BJH pour les chœurs fantomatiques. Titles reste mémorablement accrocheur malgré son tour de passe-passe musical légèrement irritant consistant en paroles créées entièrement à partir de titres de chansons des Beatles. Moongirl montre comment l'approche de Stewart Wooly Wolstenholme aux claviers diffère de celle de la plupart des groupes de rock progressif (à l'exception peut-être de Pink Floyd) ; en combinant subtilement diverses textures de fond (Mellotron, clavecin, orgue, piano), il sert de repoussoir pour mettre en valeur les rôles plus évidents joués par le chant et la guitare principale ».

## Liste des titres

### Face 1
1. In My Life
2. Sweet Jesus
3. Titles
4. Jonathan
5. Beyond the Grave

### Face 2
1. Song for You
2. Hymn for the Children
3. Moongirl
4. One Night

## Musiciens
- John Lees : chant, guitare
- Les Holroyd : chant, guitare basse
- Stuart John Wolstenholme (dit Woolly Wolstenholme[Notes 1]) : claviers
- Mel Pritchard : batterie